# Rio Atuba
Der Rio Atuba ist der etwa 23 km lange rechte Quellfluss des Rio Iguaçu im Südosten des brasilianischen Bundesstaats Paraná.

## Geografie

### Lage
Das Einzugsgebiet des Rio Atuba befindet sich auf dem Primeiro Planalto Paranaense (Erste oder Curitiba-Hochebene von Paraná).

### Verlauf
Sein Quellgebiet liegt auf der Grenze zwischen den beiden Munizipien Colombo und Almirante Tamandaré auf 919 m Meereshöhe etwa 12 km nördlich des Zentrums von Curitiba in der Nähe der PR-418.
Der Fluss verläuft in der ersten Hälfte seines Laufs in südöstlicher Richtung und wendet sich dann ab der Brücke der BR-476 im Stadtteil Atuba nach Süden.  Er fließt auf der Munizipgrenze zwischen Curitiba und São José dos Pinhais an der Brücke der Rodovia do Café (BR-376)  auf 875 m Höhe von rechts mit dem Rio Iraí zusammen und bildet den Rio Iguaçu. Er ist etwa 23 km lang.

### Munizipien im Einzugsgebiet
Am Rio Atuba liegen die vier Munizipien Almirante Tamandaré, Colombo, Curitiba und São José dos Pinhais.